# Lucile Grahn-Young
Lucile Grahn-Young (født 30. juni 1819, død 4. april 1907) var den første internationalt kendte danske ballerina og en af de populære dansere fra romantiske ballet æra.
Hun debuterede på Det Kongelige Teater i København 1834 og blev solodanser i 1837. Sommeren 1838 optrådte hun på Pariseroperaen.